# Musselinstab
Der Musselinstab war ein Schweizer Längenmaß im Kanton Appenzell und die Aune de Paris. Der Name des Maßes beschreibt den Anwendungsbereich: Musselin, einen feinen, leichten Stoff. Es war ein Ellenmaß.
- 1 Musselinstab = 537,24 Pariser Linien = 1,2119 Meter (etwa 2,0199 Ellen (Schweizer))

Die anderen Ellen im Vergleich:
- Lange oder Leinwandelle 1 Elle = 325,21 Pariser Linien = 0,73362 Meter (etwa 1,02227 Ellen (Schweizer))
- Kurze oder Wollenelle 1 Elle = 270,24 Pariser Linien = 0,609615 Meter (etwa 1,016 Ellen (Schweizer))
- Baumwollenstab (Aune de Lyon) 1 Elle = 529,36 Pariser Linien = 1,1941 Meter (etwa 1,9902 Ellen (Schweizer))